# Кварезми, Франческо
Франческо Кварезми (итал. Francesco Quaresmi; 4 апреля 1583, Лоди — 25 октября 1650, Милан) — итальянский религиозный деятель, монах. При рождении был наречён Алессандро, однако в юном возрасте вступил в орден францисканцев и изменил имя.
Значительную часть жизни провёл в Сирии и в Палестине. Был хранителем гроба Господня в Иерусалиме.
Написал: «Hierosolymae afflictae et humiliatae deprecatio ad Philippum IV» (Милан, 1631), «Elucidatio terrae sanctae historica» (Антверпен, 1639).